# Apteranabropsis cervicornis
Apteranabropsis cervicornis är en insektsart som först beskrevs av Heinrich Hugo Karny 1930.  Apteranabropsis cervicornis ingår i släktet Apteranabropsis och familjen Anostostomatidae. Inga underarter finns listade i Catalogue of Life.